# Ткачук Микола Миколайович
Мико́ла Микола́йович Ткачу́к — старший майстер-сержант Державної прикордонної служби України, учасник російсько-української війни, що загинув у ході російського вторгнення в Україну у 2022 році.

## Життєпис
Навчався в зооветеринарного технікумі (нині Рожищенський фаховий коледж Львівського національного університету ветеринарної медицини та біотехнологій імені С. З. Гжицького). Двічі був у складі миротворчої місії в Іраку, служив у 14-й ОМБР, потім у ЗРП, кілька років тому підписав контракт із ДПСУ. Проходив службу на ВПС «Коритниця», згодом продовжив на прикордонній заставі імені Пархоменка начальником кінологічної служби. Починаючи з 2015 року, разом з побратимами захищав східні рубежі нашої країни. З серпня 2021-го служив у ПКШР «Новотроїцьке». Коли почалася повномасштабна війна, брав участь в евакуації цивільного населення. Вивозили людей з Волновахи та інших міст, які росіяни рівняли з землею. Під час виконання службових обов'язків неодноразово потрапляв у складні ситуації, з яких вибирався неушкодженим.

## Загибель
Микола з побратимами опинився в оточенні. Намагаючись вийти, вирішив з товаришем піти у розвідку, але потрапили під артилерійський вогонь, потім були танки. Загибель обох була миттєвою. Тіло не одразу могли забрати через окупацію території. Та після того, як українські війська на деякий час вибили росіян, Миколу доправили до Дніпропетровського моргу. По коханого дружина Оксана поїхала сама, не стала здавати ДНК і чекати. З транспортом та супроводом допомогли побратими.

## Нагороди
- орден «За мужність» II ступеня (15.06.2022, посмертно) — за особисту мужність і самовіддані дії, виявлені у захисті державного суверенітету та територіальної цілісності України, вірність військовій присязі[2].
- орден «За мужність» III ступеня (27.5.2015) — за особисту мужність і самовіддані дії, виявлені у захисті державного суверенітету та територіальної цілісності України, вірність військовій присязі[3].